# Sierra de Alaiz

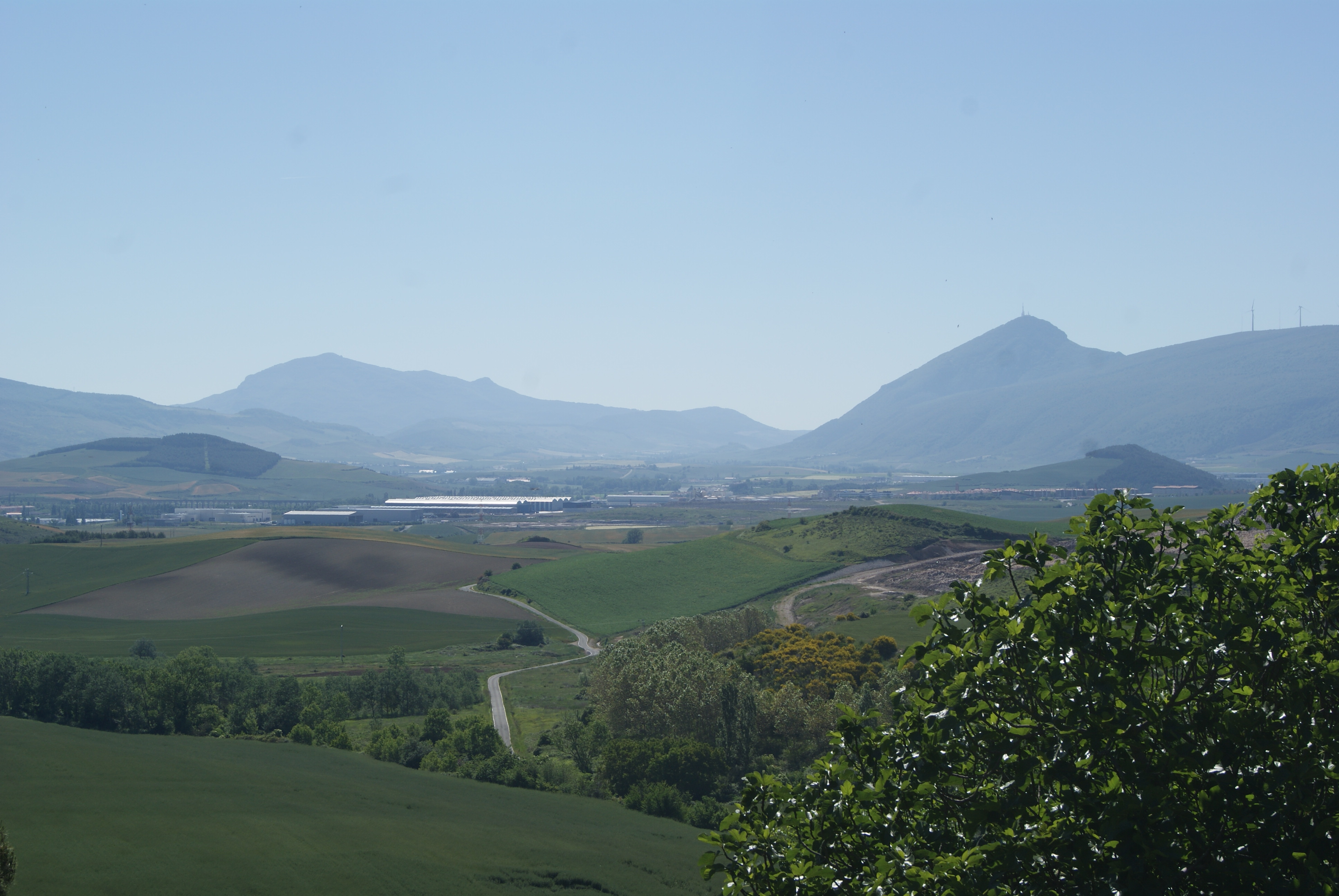

La Sierra de Alaiz (en euskera Alaitz o Bagadigorri) es una sierra situada en la Comunidad Foral de Navarra (España) que tiene una altitud máxima de 1.289 m (Higa de Monreal). Está situado a 15 km al sureste de Pamplona entre los ríos Elorz, Errekaldea, Artusia y Cidacos y entre los términos municipales de Monreal, Valle de Elorz, Tiebas - Muruarte de Reta y Unzué.
Junto con las sierras de Urbasa, Andía, Perdón, Izco y Leyre forman una frontera geomorfológica y climática entre la Navarra atlántica y alpina de la zona más mediterránea.

## Geografía
Comprendida entre el Pirineo Axial y la Depresión del Ebro. Se extiende al sur y sureste de la cuenca de Pamplona, siguiendo una dirección NE-SO, ligeramente arqueada. Sus extremos están coronados por dos importantes picos, la Higa de Monreal (1.289 m) y la Peña de Unzué (980 m).
El flanco Norte está surcado por pequeños barrancos adaptados a la estructura, que confluyen en el río Elorz; la vertiente meridional está recorrida por el arroyo de Artusia, que constituye uno de los ramales que dan origen al río Cidacos.
Las localidades que se encuentran en sus faldas son, al  norte de este a oeste: Monreal, Yárnoz, Otano, Ezperun, Guerendiáin y Tiebas; al sur, de oeste a este: Unzué y Monreal.

## Geología
Accidente de la cuenca prepirenaica integrada por depósitos secundarios y terciarios de origen marino. 
La estructura de la sierra corresponde a un anticlinal cabalgante sobre las areniscas, limos y arcillas del Terciario continental (Oligoceno) de la Depresión del Ebro, con un salto mínimo de 5.000 metros. El flanco meridional, por efectos del cabalgamiento, ha desaparecido casi en su totalidad. El cabalgamiento pasa por su extremo NE a la falla de Monreal-Sengariz de dirección NO-SE. El giro producido origina en la parte externa de la estructura una serie de fallas de tensión en abanico, coetáneas al cabalgamiento.
La continuación del cabalgamiento por el límite SO presenta problemas, pues queda cubierto por una potente terraza cuaternaria y no vuelve a aparecer. Posiblemente el frente se prolongue, al Sur de la falla de Puente la Reina, por debajo de los depósitos del Terciario continental, con un desplazamiento, incluso, mayor.
La formación de esta estructura, que forma parte de una gran unidad alóctona, se debe a la orogénesis pirenaica cuya fase principal tuvo lugar al final del Oligoceno, aunque posteriormente en el Mioceno hubo una reactivación del cabalgamiento.
Los materiales que la integran son calizas y dolomías, a veces muy arenosas, margas y margocalizas, y calizas arenosas pardas del Cretácico superior, que afloran en el núcleo de la sierra, dolomías y calizas del Paleoceno y calcarenitas del Eoceno que forman los relieves principales.
La geocronología va desde el Bartoniense (41,3 m.a.) en la base norte de la sierra, hasta el Coniaciense (89,8 m.a.) en la vertiente sur. El límite ente Cretácico y Eoceno (límite K/T) en la parte sur de las cimas, en la foz de Peñartea y en el pequeño valle al sur de Ezperun.
Las calizas del Eoceno de la sierra se prestan, dada su calidad y su proximidad a Pamplona, a la producción de áridos para construcción. Hay canteras en Yárnoz, Ezperun, Guerendiáin, Tiebas, Muruarte de Reta y Unzué, aunque las únicas que mantienen actividad en la actualidad son las tres de Tiebas-Muruarte de Reta.

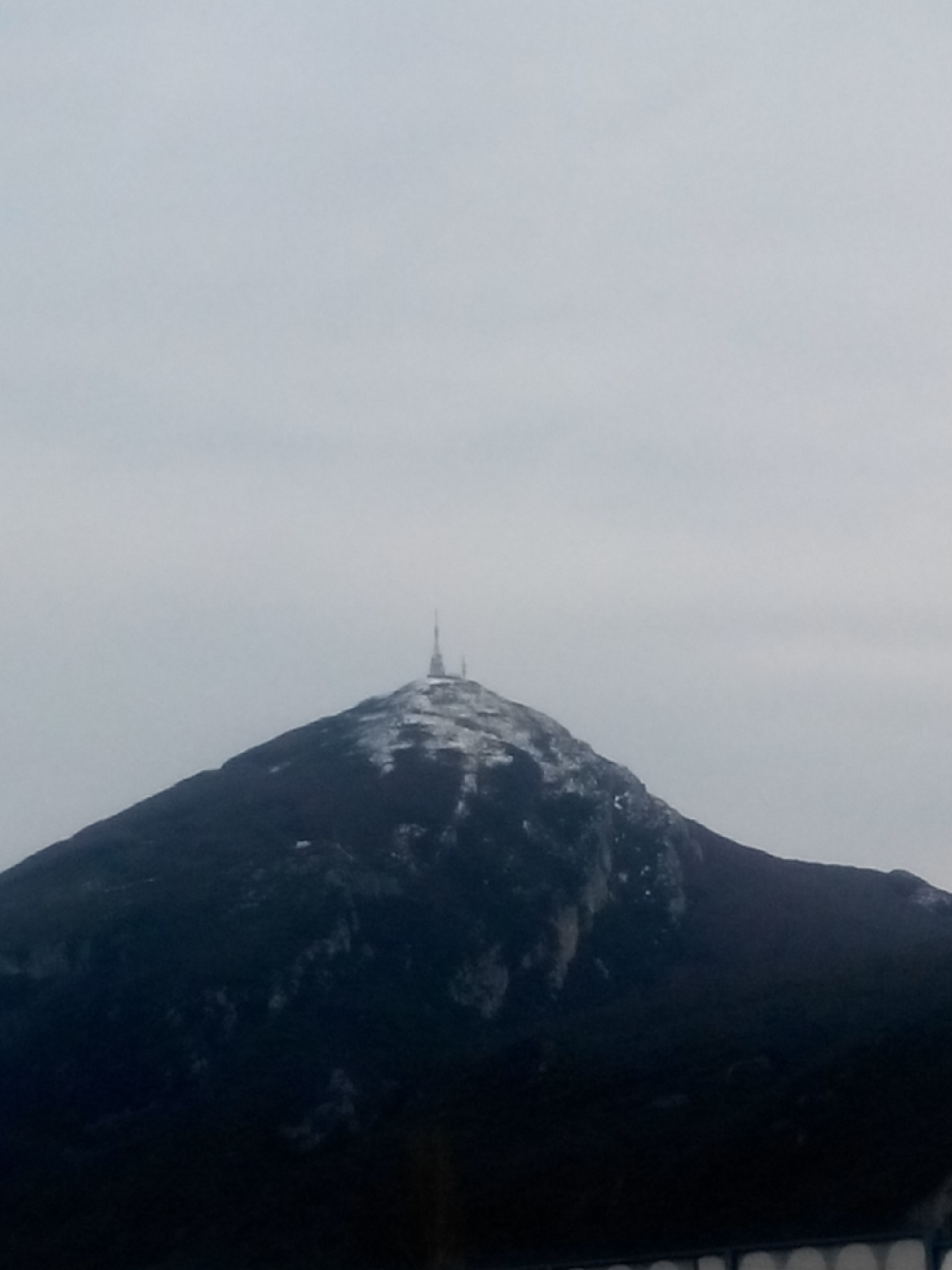
Higa de Monreal (máxima altura de la sierra)

## Deportes
Se practica la escalada en la Foz de Peñartea o Carrascal. 
También el descenso de barrancos en el Barranco Diablozulo.

## Arqueología
En los términos que recorre la sierra en la Cendea de Galar, Valle de Elorz, Monreal, Valdizarbe y Valdorba, se recogieron una serie de materiales arqueológicos entre los que destacan 14 útiles pulimentados y diversos conjuntos líticos del Eneolítico-Bronce. En los rebordes meridionales de la sierra existe una cueva innominada que ha sido saqueada; los materiales recogidos en ella pertenecen al Paleolítico Superior (Magdaleniense Superior y Final) y a la Edad del Bronce.